# Cassique de Koepcke
Pour les articles homonymes, voir Koepcke.
Cacicus koepckeae
Espèce
Statut de conservation UICN

 EN A3c : En danger
Répartition géographique
Le Cassique de Koepcke (Cacicus koepckeae) est une espèce d'oiseaux de la famille des ictéridés.
Son nom est dédié à l'ornithologue germano-péruvienne Maria Koepcke (1924-1971).
Le Cassique de Koepcke n’a été observé qu'à quelques endroits dans le sud-est du Pérou. Pour cette raison, il n'y a que très peu d’informations sur sa biologie et son écologie. De taille moyenne pour un cassique, il est entièrement noir avec le croupion jaune. Son habitat semble se restreindre aux forêts longeant les petites rivières en amont des bassins géographiques, près de la source.